# ناثان ايرل
ناثان ايرل (بالإنجليزية: Nathan Earle)‏ (و. 1988  م) هو راكب دراجة هوائية أسترالي، ولد في تاسمانيا.

## سباقات أو مراحل فاز بها
| التاريخ        | السباق                        | المركز                                          |
| -------------- | ----------------------------- | ----------------------------------------------- |
| 01 مايو 2012   | 2012 Tour de Borneo           | المركز الثاني                                   |
| 01 يناير 2013  | طواف أوقيانوسيا للدراجات 2013 | المركز الثاني                                   |
| 27 يناير 2013  | طواف نيوزيلندا الكلاسيكي 2013 | الفائز في التصنيف العام                         |
| 02 يونيو 2013  | Tour de Kumano 2013           | المركز الثالث                                   |
| 05 فبراير 2017 | طواف هيرالد صن 2017           | الثامن في التصنيف العام                         |
| 16 أبريل 2017  | طواف لومبوك 2017              | الفائز في التصنيف العام                         |
| 28 مايو 2017   | طواف اليابان 2017             | المركز الثاني                                   |
| 04 فبراير 2018 | طواف هيرالد صن 2018           | الفائز في ترتيب التسلق                          |
| 29 أبريل 2018  | فولتا أستورياس 2018           | الرابع في تصنيف النقاط، السادس في التصنيف العام |
| 24 مايو 2018   | طواف ديف يغد 2018             | الرابع في تصنيف الجبال                          |
| 26 أغسطس 2018  | دويتشلاند تور 2018            | التاسع في تصنيف الجبال                          |
| 22 مايو 2022   | طواف اليابان 2022             | الفائز في التصنيف العام                         |
| 29 مايو 2022   | طواف كومانو 2021              | الفائز في التصنيف العام                         |
| 28 مايو 2023   | طواف اليابان 2022             | الفائز في التصنيف العام                         |

## روابط خارجية
- ناثان ايرل على موقع الاتحاد الدولي للدراجات (الإنجليزية)
- ناثان ايرل على موقع أرشيف الدراجات (الإنجليزية)
- ناثان ايرل على موقع إحصائيات الدراجات الإحترافية (الإنجليزية)
- ناثان ايرل على موقع نسبة الدراجات (الإنجليزية)